# Шахти Галицинівки
Перші документальні свідчення про наявність вуглекопалень в районі Галицинівки Мар'їнського району відносяться до 60-х років XIX століття. У 1865 році на правому березі річки Вовча в 7 верстах від Курахівки (Зоряного) був відкритий Галицинівський рудник Котляревського. Робочий пласт полум'яного вугілля потужністю більше 1 м розкривали дві шахти глибиною 21 і 28 метрів. Сам рудник проіснував недовго, але дрібні шахти в окрузі працювали ще досить тривалий час. Так, з 1922 року в даному районі працювала дрібна шахта «Вуглекоп», яка існувала до 1926 року. Шахта розробляла вугільний пласт о25, дані про робочу потужність якого відсутні.